# La Haut Waterfall
Der La Haut Waterfall ist ein Wasserfall auf der Karibikinsel St. Lucia. 

## Geographie
Der Wasserfall liegt an einem der Quellbäche des Piaye River. Er ist eines der Wanderziele im Quarter (Distrikt) Laborie. Er liegt auf einer Höhe von ca. 300 m. 
An benachbarten Quellbächen des Piaye Rivers liegen die Wasserfälle Darban Highfalls und Darban Three Waterfalls.